# Raffaele Castorani

Raffaele Castorani

Raffaele Castorani (Giulianova, 20 agosto 1819 – Napoli, 23 aprile 1887) è stato un medico e patriota italiano.

## Biografia
Dopo aver compiuti i primi studi in seminario, conseguì la laurea in Medicina e Chirurgia nell'Università di Napoli. 
Impegnato anche sul fronte politico, partecipò ai moti del 1848 sia a Napoli che a Venezia, dove si prodigò anche come medico nella lotta al colera. Fu esule per dieci anni e visse anche a Parigi. 
Dopo l'Unità d'Italia rientrò in patria e, acquisita la qualifica di Professore, fu chiamato a dirigere la Clinica Oculistica di Bologna in virtù degli studi specialistici nel frattempo compiuti. In seguito ottenne la direzione della Clinica Oftalmica dell'Università di Napoli.

## Opere
- Raffaele Castorani Rapporto sulle misure preventive e preservative del cholera asiatico in Annali universali di medicina (Carlo Giuseppe Annibale Omodei, Carlo Ampelio Calderini, Romolo Griffini), 1867
- Raffaele Castorani Memoria sull'estrazione lineare inferiore della cateratta con la capsula  Tipografia della R.Accademia Medico-Chirurgica, 1884